# Murau
Murau est une ville autrichienne, chef-lieu du district de Murau en Styrie.

## Géographie

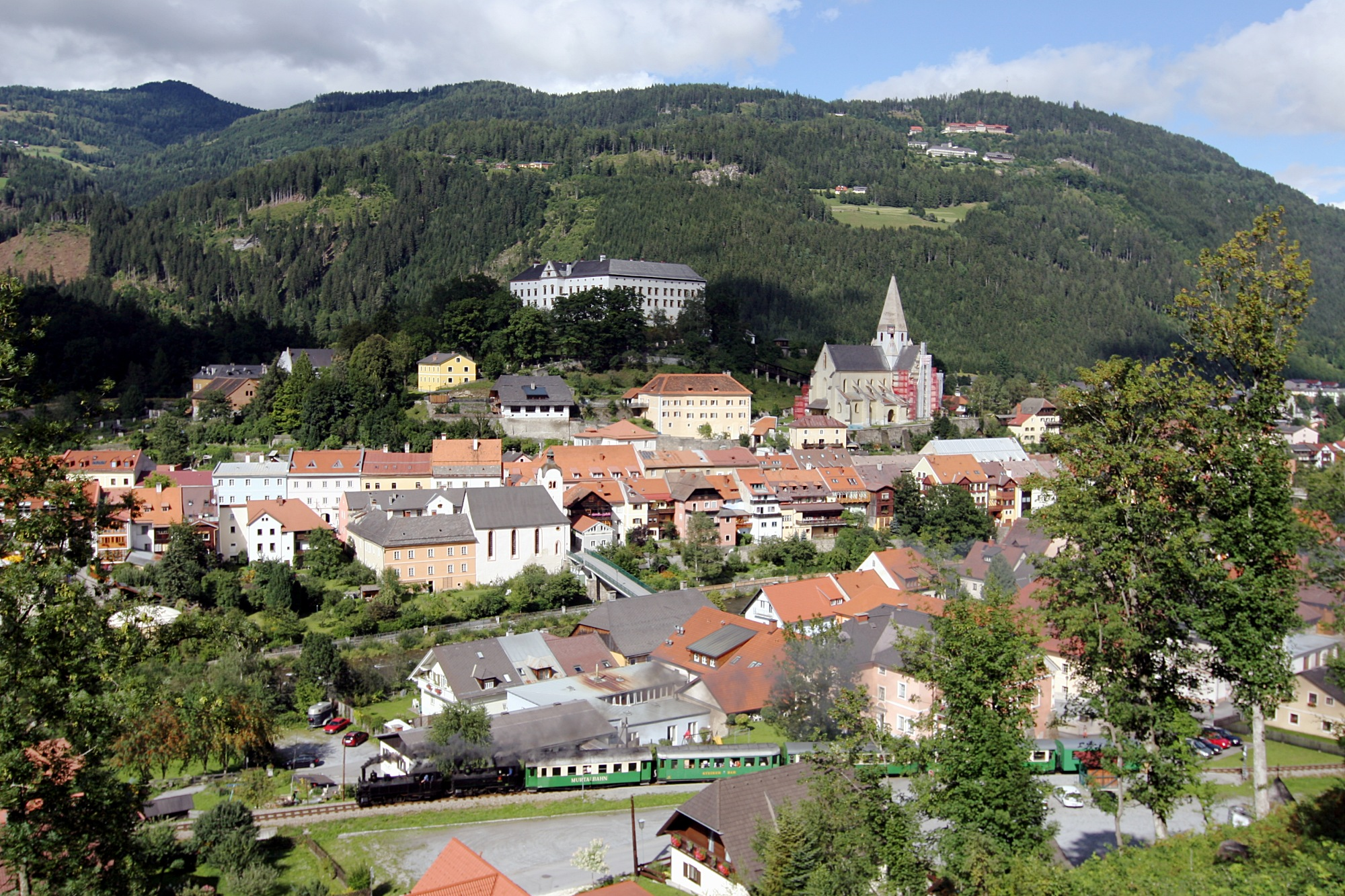
Vue sur la ville depuis le sud-ouest.

La ville est située dans la région de Haute-Styrie, dans la haute vallée de la rivière Mur séparant les Niedere Tauern au nord et les Alpes de Gurktal au sud. Dans le cadre de la réforme des communes de Styrie, avec effet au 1er janvier 2015, le territoire communal comprend également les anciennes municipalités de Laßnitz, Stolzalpe et Triebendorf.
L'économie de Murau dépend en grande partie du tourisme, notamment dans les stations de ski voisines à Kreischberg et à Grebenzen.

## Histoire
La vallée de la Mur était déjà peuplée à l'âge du bronze. On a supposé, sur la base des indications de la table de Peutinger, que c'est l'endroit de l'ancienne ville de Noreia, capitale du royaume celtique de Norique sur la voie de Virunum à Iuvavum (Salzbourg) ; néanmoins, il n'existait aucune preuve de cette thèse.
Le lieu de Murowe (« plaine sur la Mur »), situé dans le duché de Styrie, fut mentionné pour la première fois dans un acte de l'an 1250. Il a reçu sa reconnaissance officielle en tant que ville en 1298. Au XIIIe siècle, les domaines étaient entre les mains de la noble famille de Liechtenstein (qui n'est pas apparentée à la maison de Liechtenstein autrichienne), dont le chanteur et poète Ulrich von Liechtenstein († 1275). Il fit construire le château d'Obermurau au-dessus de la Mur ; le fort fut détruit pendant les luttes entre Rodolphe de Habsbourg et Ottokar II de Bohême en 1276-1278, puis reconstruit. 
En 1617, le château, centre de la seigneurie de Murau s'étendant jusqu'aux limites de l'archevêché de Salzbourg à l'ouest, fut acquise par la maison de Schwarzenberg. La ville est également connue pour son défilé de Samson attesté depuis 1746. 

## Personnalités liées à la ville
- Willi Egger (1932-2008), coureur du combiné nordique et sauteur à ski ;
- Brunner & Brunner Karl (né en 1955) et Johann (né en 1958), duo de schlager ;
- Klaus Ofner (né en 1968), spécialiste du combiné nordique.

## Jumelage
- Fagagna (Italie)